# 細尾蜂鳥
细尾蜂鸟（学名：Microstilbon burmeisteri），又名细尾林星蜂鸟，是雨燕目蜂鸟科的一种鸟类，为细尾蜂鸟属（学名：Microstilbon）的唯一一种。它生活在南美洲国家如玻利维亚和阿根廷。國際自然保護聯盟把它定为“无危”。

## 特征

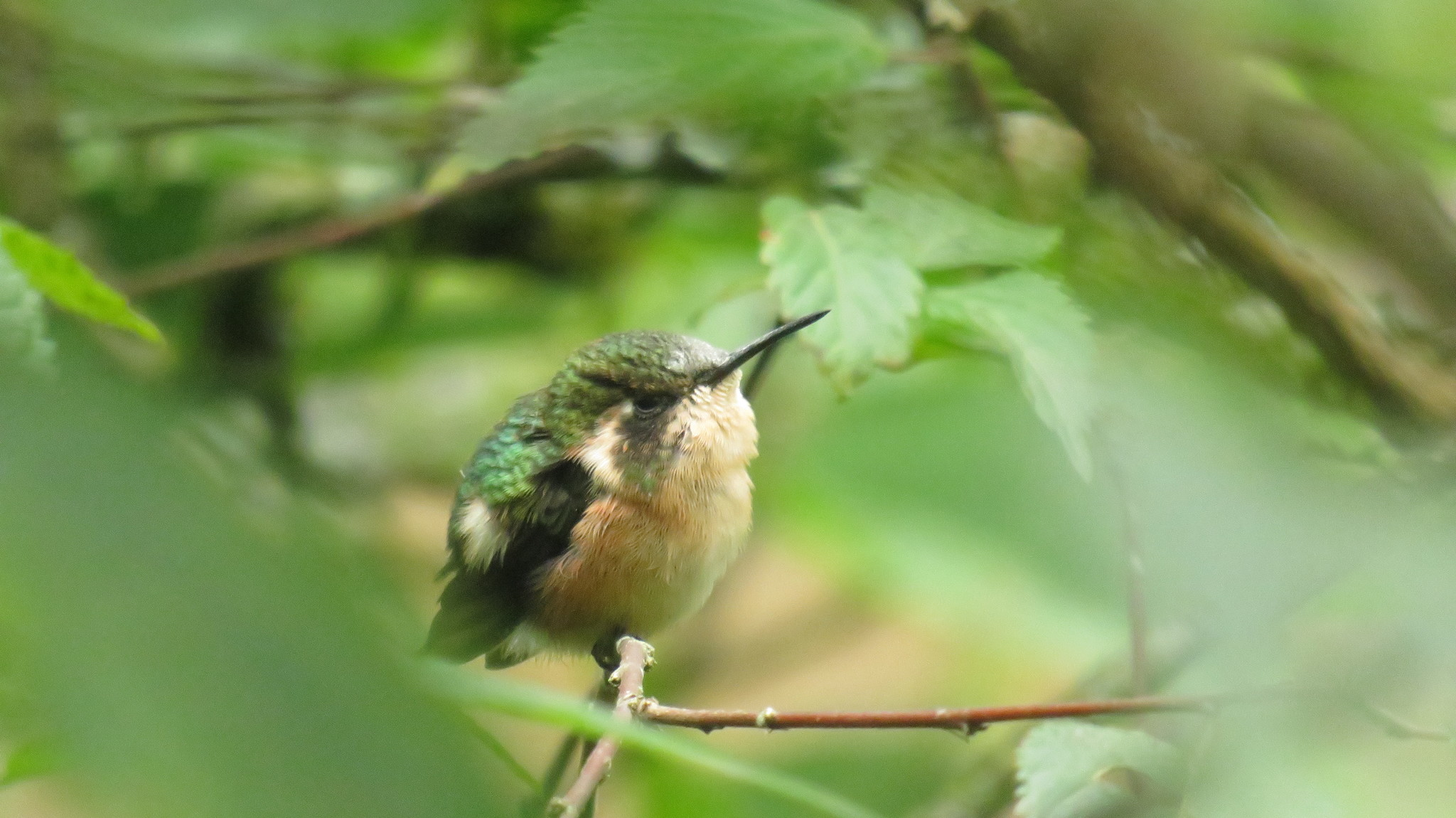
雌性細尾蜂鳥

细尾蜂鸟体重约2.5克，翼长约29.9毫米，嘴峰长约17.5毫米，喙宽度约1.5毫米，喙厚度约1.6毫米，喙稍稍弯曲，跗蹠长约4.6毫米，尾长约15.8毫米。包括尾羽总长度可达7到9厘米。雄性和雌性的背部都是铜绿色。雄性从喉部到耳部是红紫色。腹部是淡灰色，侧部是铜绿色。腹部下身是淡粉色。尾羽长约3厘米，分两股，由两根最外的尾羽组成。三分之一的尾羽是黑色的。在生殖期外雄性的喉部颜色很淡。雌性面部颜色比较深，在眼睛后面又一道白色的划。腹部黄棕色，在下身侧面有一块白斑。尾羽短，淡粉色，呈长方形，上面有一道黑色的横杠。中间的尾羽也是深色的。幼鸟的颜色与成鸟类似，但是背部有纹路。

## 分布和生活环境

細尾蜂鳥分布地区

细尾蜂鸟是部分迁徙的鸟类，其栖息在半开放的灌木丛山坡和山谷中。这些地方有茂盛的攀藤植物和多刺的灌木。它们特别喜欢海拔1600到2600米高处的落叶林。它们的分布地域从卡拉斯科國家公園经过玻利维亚科恰班巴省一直延申到阿根廷卡塔马卡省。

## 叫声
細尾蜂鳥的叫声是一种轻的Zhrzhrzhr或Tthrrr声。

## 习性

### 迁徙
虽然细节不明，但是许多迹象强烈说明細尾蜂鳥有季度性的高度迁徙，有可能还有向南迁徙的习性。

### 食物
食性为草食性，主要食物来源是植物的花蜜。它们飞在树木的高处，快速的翅膀扇动频率像熊蜂一样。有纪录表面它们食用附生植物花的花蜜，估计它们也食用其它植物的花蜜以及昆虫。

### 繁殖
关于細尾蜂鳥哺育的纪录很少，它们似乎说明細尾蜂鳥的繁殖季节在12月到1月。它们的巢呈杯状，里面垫有苔藓，用蛛丝固定在离地面约6米高的树枝上。孵卵和喂食的时间不明。
细尾蜂鸟分布于玻利维亚东部和阿根廷西北部。该物种是单型物种，没有亚种分化。

## 状况
國際自然保護聯盟把細尾蜂鳥定为无危。虽然其数量不明，但是估计它的数量稳定。一般认为虽然因为它非常小而且怕人因此很难被观察到，但是它的数量相当高。估计它在一定程度上也可以接受人造环境。至少在一个阿根廷保护区里发现它生存。

## 研究历史
菲利普·勒特雷·斯克莱特是第一个描述細尾蜂鳥的人。1913年沃尔特·爱德芒德·克莱德·托德把它归入细尾蜂鸟属。但是当时他没有认识到斯克莱特此前已经描写过该物种了。当时細尾蜂鳥同物異名有两个学名。細尾蜂鳥属只有細尾蜂鳥一个种。
細尾蜂鳥属名学名Microstilbon引自希腊语字（小）和（闪烁）。
种名是纪念赫尔曼·布尔迈斯特起的。布尔迈斯特当时把阿根廷布宜诺斯艾利斯的自然历史博物馆中細尾蜂鳥标本画成画寄给斯克莱特。斯克莱特在征求了其他人意见后决定这是一个新物种。

## 书籍
- Jon Fjeldså和Niels Krabbe，《Birds of the High Andes: A Manual to the Birds of the Temperate Zone of the Andes and Patagonia, South America》，出版社：Apollo Books，Stenstrup，1990年，ISBN：87-88757-16-1
- James A. Jobling，《A Dictionary of Scientific Bird Names》，牛津大学出版社，牛津，1991年，ISBN：978-0-19-854634-4
- Philip Lutley Sclater，《Mr. Sclater read the following description of a supposed new Humming-bird of genus Chætocercus, contained in a letter received from Dr. H. Burmeister, F.M.Z.S》，发表在《Proceedings of the Zoological Society of London》，第4卷，1887年，638-639页，online，2025年6月10日巡查
- Walter Edmond Clyde Todd，《Preliminary diagnoses of apparently new birds from tropical America》，发表在《Proceedings of the Biological Society of Washington》，第26卷，1913年，169-174页，online，2025年6月10日巡查